# Kroksjötjärnen
Kroksjötjärnen är en sjö i Vindelns kommun i Västerbotten och ingår i Umeälvens huvudavrinningsområde. Sjön har en area på 0,536 kvadratkilometer och ligger 208,1 meter över havet. Sjön avvattnas av vattendraget Degermyrbäcken.

## Delavrinningsområde
Kroksjötjärnen ingår i det delavrinningsområde (715236-165787) som SMHI kallar för Utloppet av Kroksjötjärnen. Medelhöjden är 238 meter över havet och ytan är 3,19 kvadratkilometer. Det finns inga avrinningsområden uppströms utan avrinningsområdet är högsta punkten. Degermyrbäcken som avvattnar avrinningsområdet har biflödesordning 4, vilket innebär att vattnet flödar genom totalt 4 vattendrag innan det når havet efter 133 kilometer. Avrinningsområdet består mestadels av skog (66 procent). Avrinningsområdet har 0,53 kvadratkilometer vattenytor vilket ger det en sjöprocent på 16,7 procent.